# Simone Ponzi
Simone Ponzi (Manerbio, Brescia, Llombardia, 17 de gener de 1987) és un ciclista italià, professional des de 2009. Actualment corre a l'equip CCC Sprandi Polkowice.
En el seu palmarès destaquen el campionat nacional en ruta sub-23 de 2007, i ja com a professional, el Gran Premi Kranj de 2011.

## Palmarès
- 2007
  -  Campió d'Itàlia en ruta sub-23
  - 1r al Trofeu Franco Balestra
  - 1r al Trofeu Zssdi
  - 1r al Trofeu Sportivi di Briga
- 2008
  - 1r al Giro del Casentino, empatat amb Pierpaolo De Negri
  - 1r al Giro del Canavese
  - Vencedor d'una etapa del Giro de la Vall d'Aosta
- 2011
  - 1r al Gran Premi Kranj
  - 1r al Gran Premi Nobili Rubinetterie Coppa Papa Carlo
- 2012
  - Vencedor d'una etapa a la Volta a Eslovènia
- 2013
  - 1r al Trittico Lombardo
  - Vencedor d'una etapa a la Volta a Burgos
- 2014
  - 1r al Gran Premi de la costa dels Etruscs
  - 1r a la Dwars door Drenthe
  - 1r a la Gran Premi Nobili Rubinetterie
  - 1r al Trittico Lombardo

### Resultats al Giro d'Itàlia
- 2012. 88è de la classificació general
- 2014. 106è de la classificació general
- 2017. 126è de la classificació general